# Автошлях B35 (Німеччина)
Федеральний автошлях 35 (B35, нім. Bundesstraße 35)  — федеральна дорога в Німеччині, починається з перехрестя на B9 у Гермерсгаймі в Пфальці та закінчується в Іллінгені як перехрестя з B10. Великі міста на B35 — Гермерсгайм, Філіппсбург, Грабен-Нойдорф, Брухзаль, Бреттен, Кніттлінген, Маульбронн, Мюлаккер та Іллінген. Ділянка через Крайхгау є вельми мальовничою.